# La Voie de la lumière
Série Trilogie Samouraï
Duel à Ichijoji
(1955)
Pour plus de détails, voir Fiche technique et Distribution.
La Voie de la lumière (宮本武蔵完結編 決闘巌流島, Miyamoto Musashi kanketsuhen: Kettō Ganryūjima) est un film japonais réalisé par Hiroshi Inagaki, sorti en 1956. C'est le troisième film de la Trilogie Samouraï relatant la vie légendaire du samouraï Miyamoto Musashi.

## Fiche technique
Sauf indication contraire, les informations mentionnées dans cette section peuvent être confirmées par la base de données cinématographiques IMDb,  présente dans la section « Liens externes ».
- Titre français : La Voie de la lumière
- Titre original : 宮本武蔵完結編 決闘巌流島 (Miyamoto Musashi kanketsuhen: Kettō Ganryūjima?)
- Réalisation : Hiroshi Inagaki
- Assistant réalisateur : Jun Fukuda
- Scénario : Hiroshi Inagaki et Tokuhei Wakao, d'après le roman Musashi d'Eiji Yoshikawa
- Photographie : Kazuo Yamada (ja)
- Décors : Kisaku Itō (ja) et Hiroshi Ueda
- Montage : Kōichi Iwashita (ja)
- Musique : Ikuma Dan
- Société de production : Tōhō
- Pays de production : Japon
- Langue originale : japonais
- Format : couleurs - 35 mm - 1,37:1 - son mono
- Genres : action, aventure, biographie, chanbara
- Durée : 105 minutes[1] (métrage : onze bobines - 2 864 m[1])
- Dates de sortie :
  - Japon : 3 janvier 1956[1]
  - France : 4 août 1993[2]

## Distribution
- Toshirō Mifune : Miyamoto Musashi
- Kōji Tsuruta : Kojiro Sasaki
- Kaoru Yachigusa : Otsu
- Michiko Saga : Omitsu
- Mariko Okada : Akemi
- Kurōemon Onoe : moine Takuan
- Takashi Shimura : Sado Nagaoka
- Minoru Chiaki : le batelier Sasuke
- Takamaru Sasaki : le père d'Omitsu
- Daisuke Katō : Toji Gion
- Haruo Tanaka : Kumagoro, le voleur de chevaux
- Kichijirō Ueda : le prêtre Ogon
- Kokuten Kōdō : le prêtre Nikkan
- Ikio Sawamura : l'aubergiste